# Дорофеевская
Дорофеевская (в верхней половине — Санокуяха, устар. Саноку-Яха) — река в Таймырском Долгано-Ненецком районе Красноярского края, левый приток реки Енисея.
Длина реки — 50 км, площадь водосборного бассейна — 436 км².
Начинается как Санокуяха (Саноку-Яха) около сопки Айзохороче на хребте Оленьи Рога.
В 22 км от от устья принимает левый приток Натояха. В 12 км от устья впадает правый приток Янатояха (ранее Янато-Яха).
Впадает в Енисей у развалин селения Дорофеевская, на расстоянии 76 км от устья.
По данным государственного водного реестра России относится к Енисейскому бассейновому округу. Код водного объекта — 17010800412116100114867.